# Aleksandra Alavanja Drucker
Aleksandra Alavanja Drucker, hrvaško-srbsko-slovenska pianistka in pedagoginja.
Študij klavirja je končala na Institutu Gnesina v Moskvi pri prof. Vječeslavu Lazareviču Gabrielovu. Klavirsko igro je izpopolnjevala na École normale de Musique Alfred Cortot v Parizu pri prof. Marcelli Crudeli, magistrirala pa v razredu ruskega pedagoga prof. Igorja Lazka v Beogradu. Koncertirala je v republikah bivše Jugoslavije, Italiji, Rusiji, Franciji itd. Kot klavirska pedagoginja deluje na Umetniški gimnaziji v Kopru, kjer je bila tudi vodja klavirskega oddelka. Njeni učenci dosegajo lepe uspehe na domačih in mednarodnih tekmovanjih. Zadnja leta vodi agencijo za glasbeno izobraževanje Ars management. Aleksandra Alavanja Drucker je žena slovenskega violinista Romea Druckerja.